# 최배진
최배진(? ~ )은 조선민주주의인민공화국의 정치인이다. 국가계획위원회 부위원장 겸 당 중앙검사위원회 위원이다. 조선국제합영총회사 이사이다.

## 경력
1999년 4월 국가계획위원회 부국장을 거쳐 2005년 1월 국가계획위원회 부위원장에 임명되었다. 2005년이후 조선국제합영총회사 이사도 맡고 있다. 2010년 9월 당 중앙검사위원회 위원에 선출되었다.

## 기타
2011년 김정일 사망 당시에 국가 장의위원회 위원을 맡았다.